# Forcipomyia karnyi
Forcipomyia karnyi är en tvåvingeart som beskrevs av Edwards 1923. Forcipomyia karnyi ingår i släktet Forcipomyia och familjen svidknott. Inga underarter finns listade i Catalogue of Life.